# Lophanthus schrenkii
Lophanthus schrenkii là một loài thực vật có hoa trong họ Hoa môi. Loài này được Levin mô tả khoa học đầu tiên năm 1938.